# Katastrofa v Texas Cityju
Katastrofa v Texas Cityju je najbolj smrtonosna industrijska nesreča v zgodovini ZDA. Zgodila se je 16. aprila 1947 z jutranjim ognjem na krovu francosko-registriranega plovila SS Grandcamp v pristanišču Texas Cityja. Ogenj je detoniral približno 2.300 ton amonijevega nitrata in verižna reakcija eksplozij je ubila najmanj 581 ljudi. Ta dogodek je v imenu 8.485 žrtev sprožil prvo skupinsko tožbo vlade ZDA na osnovi tedaj nedavno sprejetega zakona Federal Tort Claims Act (FTCA).

## Ladje
Grandcamp je bila ponovno aktivirana 133m dolga ladja tipa Liberty. Prvotno krščena kot SS Benjamin R. Curtis v Los Angelesu leta 1942, je ladja služila v pacifiški kampanji druge svetovne vojne; po njej pa je mirovala v Filadelfiji. V času hladne vojne je bila ladja poslana na francosko mejo, da bi sodelovala pri obnovitvi Evrope. Na ladji je bil shranjen amonijev nitrat, strelivo malega kalibra in avtomatsko orožje; na krovu so bile tudi vrvi iz sisala. V pristanišču je bila zasidrana tudi ladja SS High Flyer, ki je bila od SS Grandcamp oddaljena približno 200 m. High Flyer je prevažala nadaljnjih 961 ton amonijevega nitrata in 1800 ton žvepla. Amonijev nitrat na obeh ladjah je bil namenjen kot gnojilo kmetom v Evropi. Ladja Grandcamp je prispela iz Houstona (Teksas), kjer oblasti v pristanišču niso dovolile, da natovorijo amonijev nitrat.

## Eksplozije
32,5% amonijevega nitrata, ki se uporablja kot gnojilo ali kot visoko eksplozivno sredstvo, je bilo izdelanega v zveznih državah Nebraska in Iowa. Do pristanišča v Texas Cityju je bil odpremljen po železnici.
Izdelan je bil po patentiranem postopku izdelave razstreliva, mešan z glino, vazelinom, smolo in parafinom, ki so jih uporabili, da bi se izognili strjevanju zaradi vlage. Bil je pakiran v papirnate vreče, in nato transportiran in skladiščen pri temperaturah, ki so povečale njegovo kemično dejavnost. Delavci na viličarjih so sporočili, da so vrečke pred nakladanjem bile tople na dotik.
Okoli 08:10 so opazili dim na ladji Grandcamp, ki je prihajal iz prostorov za shranjevanje tovora. Poskusi nadzorovanja ognja so spodleteli. Malo pred 9:00 uro dopoldne je kapitan ukazal svojim možem, naj uporabijo paro, tako kot pri gasilski metodi, kjer si z utekočinjeno paro pomagajo gasiti požar, da rešijo tovor.
Medtem je ogenj na obalo privabil množico gledalcev, ki so predvidevali, da so na varni razdalji. Gledalci so omenili, da je voda okoli ladje že vrela zaradi vročine in kemičnih reakcij, ki so uhajale iz nje. Ko so se sile znotraj ladje povečale, so tovorna držala in paluba začela dobivati izbokline.
Ob 09:12 je amonijev nitrat dosegel eksplozivni prag in ladja je eksplodirala, kar je povzročilo veliko uničenja in škodo v celem pristanišču. Ogromna eksplozija je povzročila 4.5 meterski val, ki so ga zaznali več kot 
160 km stran od obale Teksasa. Eksplozija je zravnala več kot 1.000 stavb na kopnem. Eksplozija na ladji Grandcamp je uničila tovarniški obrat Monsanto Chemical Company in povzročila vžig rafinerije in kemijskih rezrvoarjev na obali. Padajoči zvitki gorečih vrvi so povečali škodo, medtem ko je Grandkampovo sidro bilo vrženo čez mesto.
Letala, ki so letela v bližini in si ogledovala nesrečo, so imela poškodovana krila in so bila prisiljena pristati. 
10 kilometrov stran v Galvestonu so ljudje padli na tla; okna v 40 km oddaljenem Houstonu so popokala. Ljudje so čutili udarec 400 km v oddaljeni zvezni državi Louisiani. Eksplozija je odnesla skoraj 6.350 ton jekla ladje v zrak, nekatere z nadzočno hitrostjo. Uradno število žrtev pri nezgodi je prišlo do skupnih 567, vendar so bile mnoge žrtve popolnome zgorete ali pa jih je razneslo na koščke. Vendar pa je bilo uradno število žrtev podcenjevano. Vsi prostovoljni gasilci mesta Teksas so bili ubiti v prvi eksploziji in med širjenjem požara. Prvi, ki so se odzvali na nesrečo iz drugih področij, niso mogli doseči kraja nesreče.
Prva eksplozija je vžgala tovor amonijevega nitrata v ladji High Flyer. Posadke so porabile ure, ko so poskušale osvoboditi sidro in druge ovire na ladji High Flyer, vendar brez uspeha. Ko je dim uhajal že več kot pet ur, in približno petnajst ur po eksplozijah na ladji Grandcamp, je ladjo High Flyer razneslo in porušilo v bližini SS Wilson B. Keene in ubilo še najmanj dva človeka in s šrapneli in ogenjem povzročilo še večjo škodo v pristanišču in na drugih ladjah.

## Obseg nesreče
Nesreča v Texas Cityju na splošno velja kot največja industrijska nesreča v ameriški zgodovini. Priče primerjajo prizorišče z letalskim napadom na Bari leta 1943 in z veliko večjim opustošenjem v Nagasakiju. Uradno število smrtnih primerov je bilo 581. Identificiranih mrtvih je bilo 405, 63 žrtev pa niso nikoli identificirali. Teh 63 oseb so pokopali na spominskem pokopališču v severnem delu Texas Cityja blizu Moses Lake. Posmrtnih ostankov preostalih 113 ljudi, ki so bili razvrščeni kot manjkajoči, nikoli niso našli. Ta številka vključuje tudi gasilce, ki so bili na krovu Grandcamp ko je eksplodiralo. Obstajajo ugibanja, da je lahko bilo še več sto žrtev, vendar natančne številke niso mogli določiti, saj ni obstajal natančen popis potnikov in obiskovalcev (svojcev) mornarjev. Vendar pa je bilo nekaj preživelih, ki so bili od eksplozije oddaljeni samo 21 m.
Število trupel je bilo veliko in lokalna mrtvašnica, je bila hitro polna. Trupla so začeli odlagati v telovadnici lokalne srednje šole, kjer so jih svojci lahko identificirali.
Več kot 5.000 ljudi je bilo ranjenih, 1.784 sprejetih v 21 območnih bolnišnicah. Več kot 500 domov je bilo uničenih in več sto poškodovanih, zaradi česar je 2.000 ljudi ostalo brez doma. Pristanišče je bilo uničeno in mnoga podjetja so zgorela v požaru. Več kot 1.100 vozil in 362 tovornih vozil je bilo uničenih ali poškodovanih. Materialna škoda je bila ocenjena na 100 milijonov dolarjev.
2 toni težko sidro Grandcamp je vrglo 2,61 km daleč in je naredilo krater premera 3 m.  To sidro je sedaj v spominskem parku. Drugo 5 ton težko sidro je vrglo 800 m daleč na vhod v Texas City Dike, in je sedaj na vhodu postavljen kot spomenik. Požgano je bilo vse, kar je bilo v premeru 1609 m, vključno z več deset cistern za skladiščenje naftnih in kemijskih goriv. Bližnje mesto Galveston v Teksasu, je bilo prekrito z oljno meglo, ki je prekrila vse izpostavljene površine.

## Reakcije in obnova
Nesreči je bilo namenjeno veliko medijske pozornosti in ponudb za pomoč iz cele države. Ustanovljenih je bilo več skladov za donacije, zlasti Texas City Relief Fund, ki ga je ustanovil župan mesta Curtis Trahan. Verjetno največji napor za zbiranje donacij za mesto in žrtve, je organiziral Sam Maceo, eden izmed dveh bratov, ki sta bila v tistem času v Galvestonu vodja organiziranega kriminala. Maceo je organiziral dobrodelno akcijo z nekaterimi znanimi imeni, vključno s Philom Harrisom, Frankom Sinatro in Ann Sheridan.  Na koncu je Texas City Relief Fund zbral več kot milijon dolarjev (več kot 10.500.000 dolarjev današnje vrednosti). Izplačila za zavarovane vrednosti pa so dosegla kar štiri milijone dolarjev (več kot 38.900.000 dolarjev današnje vrednosti).
V dneh po nesreči so večja podjetja, ki so izgubila svoje objekte, objavila, da imajo načrte za obnovo mesta, in da naj bi celo razširili svoje dejavnosti. Nekatera podjetja so delavce, ki so prej delali v uničenih objektih, zaposlili pri obnovi. Stroške, ki naj bi se porabili pri obnovi, so ocenili na sto milijonov dolarjev (kar 983.00.000 milijonov današnje vrednosti).

## Fotogalerija
- Močno poškodovni avti na parkirišču, 400 m stran od eksplozije.
- Razbitine ladje, najverjetneje ladje Wilson B. Keene.
- Pet_nadstropna tovarna gum pred padcem.